# Gizela (struga)
Gizela (także: Gryźlina, Gryźla) – struga, lewobrzeżny dopływ Drwęcy o długości 19,58 km i powierzchni zlewni 70,4 km². 

## Przebieg
Źródła strugi znajdują się w północnej części Wzgórz Dylewskich. Płynie głównie przez tereny rolnicze (dominują grunty orne) i w znacznej części znajduje się na obszarze Parku Krajobrazowego Wzgórz Dylewskich. Przepływa przez mezoregiony: Garb Lubawski i Dolinę Drwęcy, wchodzące w skład makroregionu Pojezierze Chełmińsko-Dobrzyńskie oraz przez miejscowości Glaznoty, Zajączki, Gierłoż.
Zlewnia rzeki zbudowana jest z glin zwałowych oraz z piasków, miejscami z domieszką żwirów. Gleby głównie płowe i brunatne, charakteryzujące się zróżnicowaną przepuszczalnością. Przepływy charakterystyczne z okresu 1962-1985 powyżej ujścia do Drwęcy: SSQ – 0,54 m³/s, SNQ – 0,18, NNQ – 0,04.
Gizela była kiedyś granicą pomiędzy II Rzecząpospolitą a Prusami Wschodnimi.

## Czystość
Struga pod koniec XX wieku była odbiornikiem zanieczyszczeń bytowo-gospodarskich, spływających rowem melioracyjnym z oczyszczalni mechaniczno-biologicznych w Bałcynach i Zajączkach w ilości 40 i 20 m³/d (dane z 1999 r., luty i październik). Wojewódzki Inspektorat Ochrony Środowiska w Olsztynie badania jakości wód prowadzi w jednym przekroju pomiarowo-kontrolnym, zlokalizowanym powyżej ujścia do Drwęcy (Gierłoż). W roku 1999 wody Gizeli nie odpowiadały normom, jedynie z uwagi na stan sanitarny. Wskaźnik BZT5 i ChZT-Mn mieściły się w granicach dopuszczalnych dla II klasy a ChZT-Cr odpowiadało I klasie czystości. Azot amonowy i azotanowy wskazywał na I klasę, azot ogólny na II, a azotyny na III klasę czystości. Fosforany klasyfikowały wody rzeki do II klasy a fosfor ogólny do III klasy czystości. Indeks saprobowości sestonu odpowiadał klasie III. Miano coli (stan sanitarny) klasyfikował wody jako pozaklasowe (NON).

## Przyroda
Gizela jest rzeką pstrągową z dominującym pstrągiem potokowym uzupełnianym przez głowacze, strzeble oraz troć wędrowną, która czasem wpływa tutaj z Drwęcy na tarło.